# 21 Lyncis

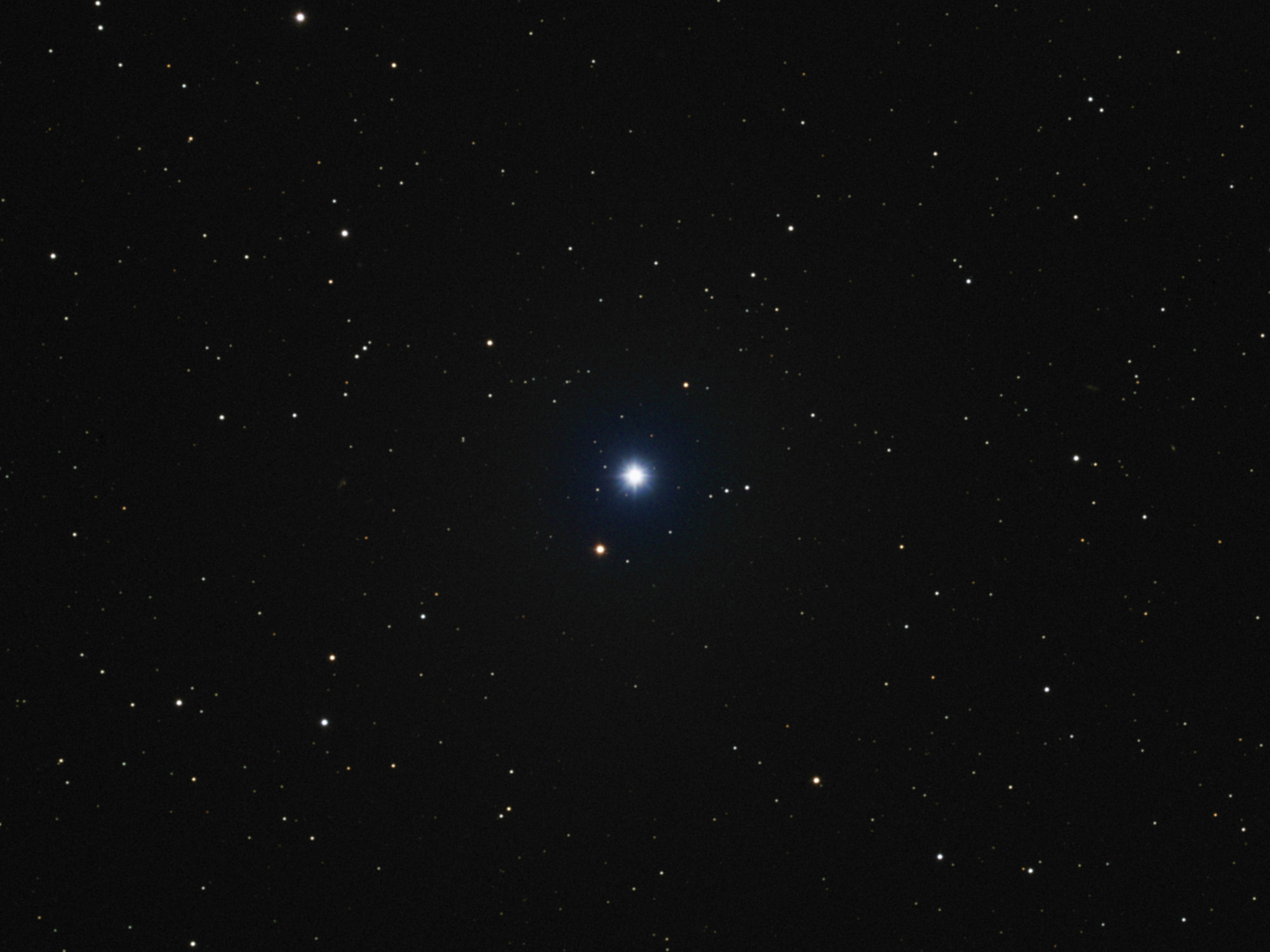
21 Lyncis (Bildmitte) im optischen Licht

21 Lyncis (kurz 21 Lyn) ist ein weißlich leuchtender, dem bloßen Auge recht lichtschwach erscheinender Stern im Sternbild Luchs. Er besitzt eine scheinbare Helligkeit von 4,61m. Seine Entfernung von der Erde beträgt nach Parallaxen-Messungen der Raumsonde Gaia etwa 274 Lichtjahre. Bei 21 Lyn handelt es sich um einen Einzelstern; er hat also keinen stellaren Begleiter.
21 Lyn ist ein Hauptreihenstern der Spektralklasse A0,5 Vs. Das Suffix „s“ bezeichnet hierbei scharfe Absorptionslinien im Sternspektrum, was üblicherweise auf eine langsame Rotation des Sterns hindeutet. Der Stern besitzt etwa 2,22 Sonnenmassen sowie 102 Sonnenleuchtkräfte; die effektive Temperatur seiner Photosphäre  ist mit circa 9690 Kelvin deutlich höher als jene der Sonne.